# Parafia Najświętszej Maryi Panny Królowej Polski w Budowie
Parafia Najświętszej Maryi Panny Królowej Polski w Budowie – parafia rzymskokatolicka, znajdująca się w diecezji pelplińskiej, w dekanacie Łupawa.